# Welzheim
Welzheim – miasto w Niemczech, w kraju związkowym Badenia-Wirtembergia, w rejencji Stuttgart, w regionie Stuttgart, w powiecie Rems-Murr, siedziba wspólnoty administracyjnej Welzheim. Leży nad rzeką Lein, ok. 35 km na wschód od Stuttgartu, przy linii kolejowej Schorndorf-Welzheim, w Lesie Szwabsko-Frankońskim. Miastem partnerskim Welzheim w Polsce jest Milanówek.
Przez 32 lata (1978-2010) burmistrzem miasta był Hermann Holzner.

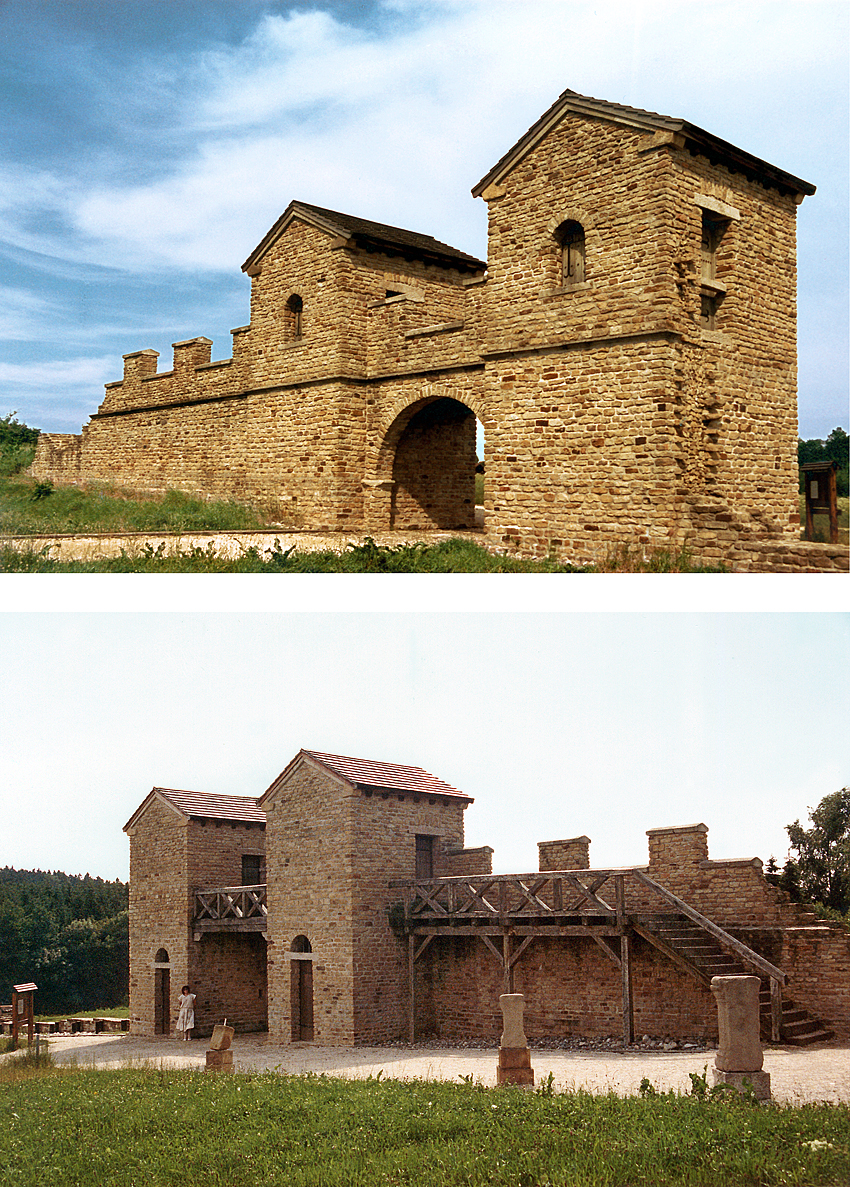
Porta Praetoria – zrekonstruowana brama pretoriańska w pobliżu Welzheim (1983), element Limesu Retyckiego